# Дейвид Браун
 Тази статия е за американския космонавт.  За музиканта вижте Дейвид Браун (музикант).  
Дейвид Макдауъл Браун (на английски: David McDowell Brown) (16 април 1956 – 1 февруари 2003 г.) е астронавт от НАСА, загинал на борда на космическата совалка Колумбия, мисия STS-107.

## Образование
Дейвид Браун завършва гимназия в Арлингтън, Вирджиния. През 1974 г. завършва колежа Йорктаун в родния си град. Получава бакалавърска степен по биология от Вирджинския колеж „Уилям и Мери“ през 1978 г. Завършва медицина в Медицинския институт на Източна Вирджиния през 1982 г. През 1984 г. получава специалност вътрешни болести от Медицинския университет на Южна Каролина.

## Военна кариера
Дейвид Браун постъпва на служба в USN през 1984 г. Назначен е за Директор на медицинските служби във военноморската болница в Адак, Аляска. След четири години е прехвърлен на атомния самолетоносач USS Carl Vinson (CVN-70). Въпреки че е лекар на кораба започва обучение за морски пилот. През 1990 г. завършва школата в Бийвил, Тексас и става пилот на А-6 Интрюдър в авиобазата Фалън, Невада. През 1992 г. е зачислен в бойна ескадрила 115 (VA-115) на самолетоносача USS Independence (CV-62). Служи в Японско море. Завършва школа за тест пилоти през 1995 г. Има нальот от над 2700 полетни часа на реактивни самолети.

## Служба в НАСА
На 1 май 1996 г., Дейвид Браун е избран за астронавт от НАСА, Астронавтска група № 16. Преминава курс на обучение за работа на МКС. От есента на 2000 г. получава назначение като специалист на мисия STS-107.

### Космически полети
Участник е във фаталния полет на совалката Колумбия, мисия STS-107 от 16 януари до 1 февруари 2003 г. Полетът преминава отлично, но при приземяването Колумбия се разпада и Дейвид Браун загива на 46 г. възраст заедно с останалите шестима астронавти от екипажа на космическия кораб.
| Космически полет на Дейвид Макдауъл Браун                        | Космически полет на Дейвид Макдауъл Браун | Космически полет на Дейвид Макдауъл Браун | Космически полет на Дейвид Макдауъл Браун | Космически полет на Дейвид Макдауъл Браун | Космически полет на Дейвид Макдауъл Браун | Космически полет на Дейвид Макдауъл Браун |
| №                                                                | Дата                                      | КК                                        | Емблема на мисията                        | Функции                                   | Продължителност                           |                                           |
| ---------------------------------------------------------------- | ----------------------------------------- | ----------------------------------------- | ----------------------------------------- | ----------------------------------------- | ----------------------------------------- | ----------------------------------------- |
| 1                                                                | 16 януари 2003                            | „Колумбия“, мисия STS-107                 |                                           | Специалист на мисията                     | 15 денонощия 22 часа 20 минути 32 сек.    |                                           |
| Сумарно време в космоса – 15 денонощия 22 часа 20 минути 32 сек. |                                           |                                           |                                           |                                           |                                           |                                           |

## Награди
- На 3 февруари 2004 г., Дейвид Браун е награден (посмъртно) от Конгреса на САЩ с Космически медал на честта – най-високото гражданско отличие за изключителни заслуги в областта на аерокосмическите изследвания.
- Медал на НАСА за участие в космически полет.
- Медал на НАСА за отлична служба.
- Медал за отлична служба в националната отбрана.
- Медал за похвална служба.
- Медал за постижения на USN и USMC.